# Kupferstein
Kupferstein ist ein Zwischenprodukt bei der Verhüttung schwefelhaltiger Erze. Eine historische Bezeichnung für Kupferstein ist Lech.
Kupferstein ist ein Gemisch aus verschiedenen Kupfer- und Eisensulfiden. Abhängig vom Roherz können auch andere Beimengungen wie Antimon, Arsen und Silber vorhanden sein.
Kupferstein entsteht, wenn das Roherz unter Luftausschluss bei 1100 °C bis 1200 °C reduzierend geschmolzen wird. Historisch kam als Reduktionsmittel Holzkohle zum Einsatz. Der Gehalt an Kupfer und Silber ist im Kupferstein höher als im Ausgangsmaterial. Oft wurde das reduzierende Schmelzen ein zweites Mal wiederholt, um die Kupfer/Silber-Konzentration weiter zu erhöhen.